# Auburn (Kentucky)
Pour les articles homonymes, voir Auburn.
Auburn est une ville américaine située dans le comté de Logan, dans le Kentucky. Elle comptait 1 340 habitants en 2010.

## Histoire
D’abord nommée Federal Grove, la ville a pris son nom actuel dans les années 1860 en hommage à Auburn, dans l’État de New York.